# Alpes bavaroises
 (novembre 2014).
Si vous disposez d'ouvrages ou d'articles de référence ou si vous connaissez des sites web de qualité traitant du thème abordé ici, merci de compléter l'article en donnant les références utiles à sa vérifiabilité et en les liant à la section « Notes et références ».

Carte de la « Partition des Alpes » (Partizione delle Alpi) adoptée en 1926, les Alpes bavaroises en 15.

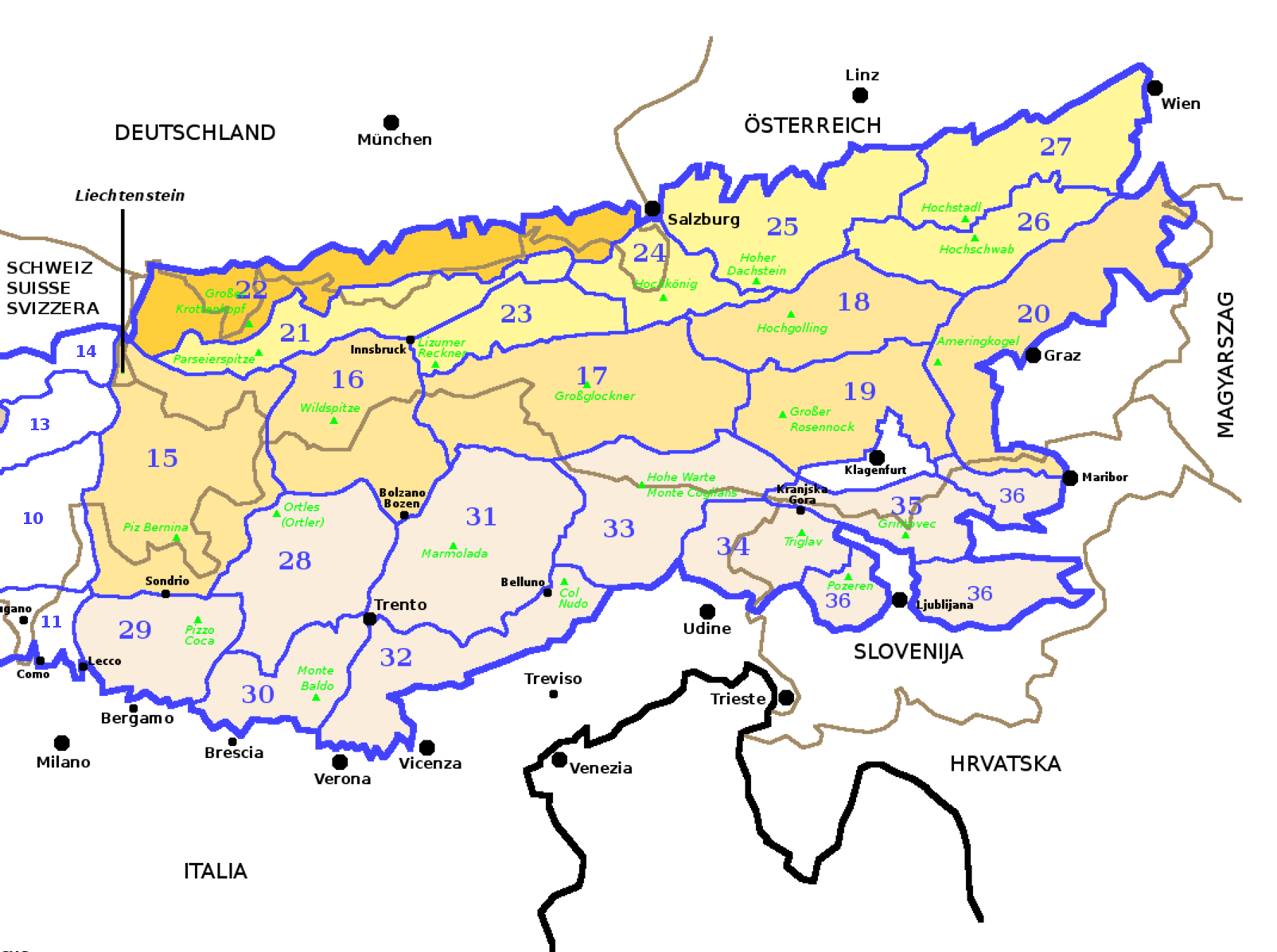
Les Alpes bavaroises (22) et les Alpes calcaires du Tyrol du Nord (21) selon la « Subdivision orographique internationale unifiée du système alpin » (SOIUSA).

Les Alpes bavaroises (en allemand : Bayerische Alpen) sont un ensemble de chaînes de montagnes située dans la partie nord-est des Alpes.

## Géographie
Le terme « Alpes bavaroises », de manière générale, se réfère à cette partie des Alpes qui se situe sur le territoire de l'État bavarois en Allemagne. Selon la classification du système alpin, la « Partition des Alpes » (Partizione delle Alpi) adoptée en 1926, le terme est traditionnellement utilisé chapeautant les massifs des Alpes centrales au nord-ouest de la rivière Inn, incluant les chaînes avoisinantes dans le Tyrol du Nord et dans le Vorarlberg. Elles comprennent (d'ouest en est) :
- le massif du Bregenzerwald
- le massif de Lechquellen
- les Alpes d'Allgäu
- les Alpes de Lechtal
- les Alpes d'Ammergau
- le Wetterstein
- le massif des Karwendel
- les Préalpes bavaroises
- les Alpes de Brandenberg.

La proposition récente de la subdivision orographique internationale unifiée du système alpin (Suddivisione Orografica Internazionale Unificata del Sistema Alpino, SOIUSA), présentée en 2005 et publiée dans les revues spécialisées, reprend en substance cette catégorisation, incluant les Alpes de Chiemgau à l'est. Elle divise l'ensemble de chaînes en deux groupes : les Alpes bavaroises au sens strict et les Alpes calcaires du Tyrol du Nord.
Toutefois, cette disposition ne correspond pas au concept dans la littérature germanophone, selon laquelle le terme « Alpes bavaroises » désigne les chaînes situées dans le district de Haute-Bavière entre les rivières Lech et Saalach en Allemagne. Dans ce sens politique, elles comprennent les chaînes des Alpes d'Ammergau à l'ouest jusqu'aux Alpes de Chiemgau à l'est, alors que les Alpes d'Allgäu dans le district de Souabe, qui ne font partie de la Bavière que depuis peu (ainsi que les Alpes de Berchtesgaden à l'est) ne sont pas considérées comme faisant partie des Alpes bavaroises. La classification des Alpes orientales développée par les clubs alpins germanophones renonce à utiliser le terme. Selon la séparation des Alpes en deux parties, toutes les subdivisions font partie des Préalpes orientales septentrionales.
Le terme « Alpes bavaroises » ne doit pas non plus être confondu avec la subdivision des Préalpes bavaroises. Celui-ci ne couvre que la section bavaroise des Préalpes située entre la rivière Loisach à l'ouest et la rivière Inn à l'est.

## Sommets notables

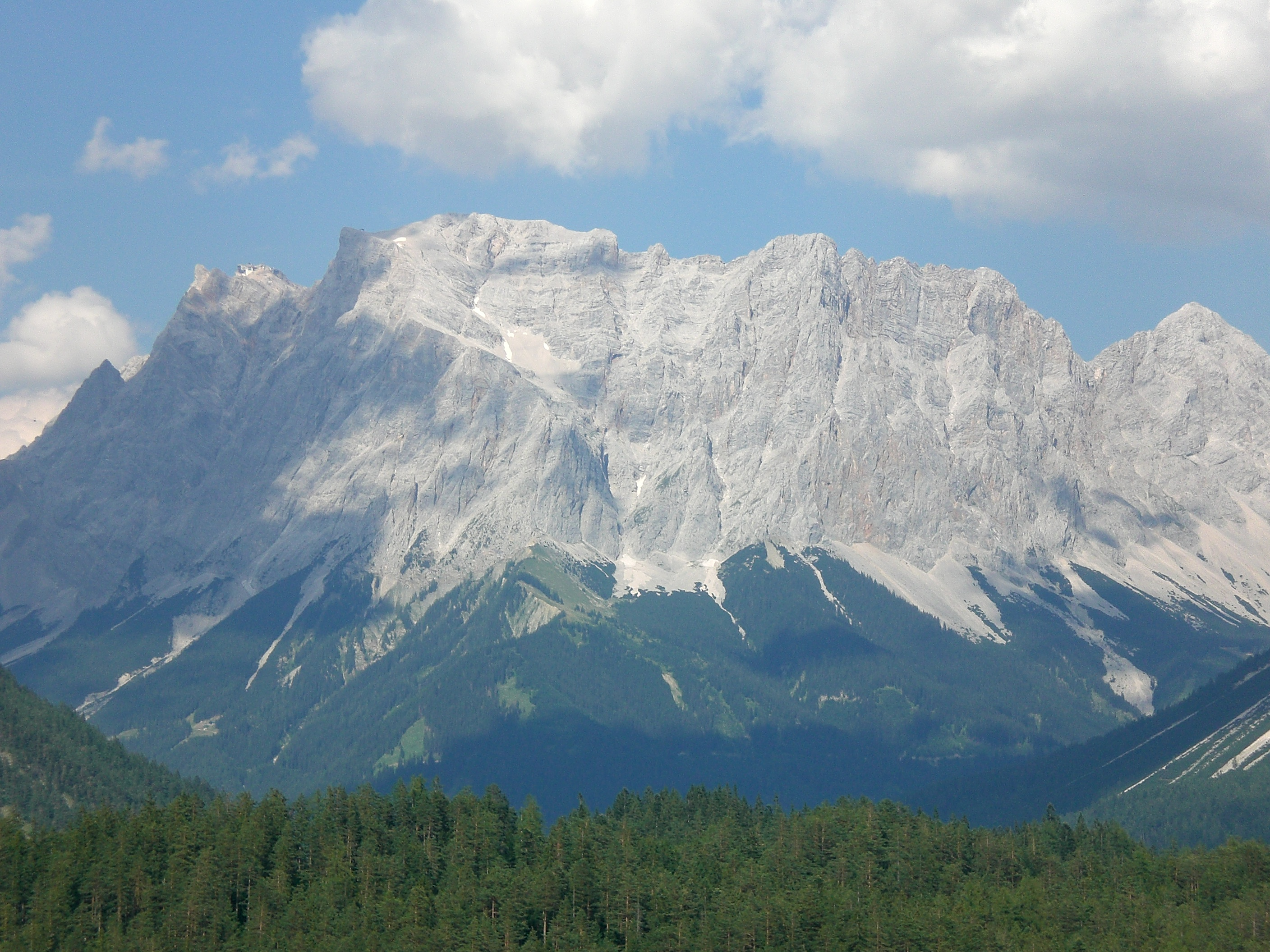
Le massif de la Zugspitze (à gauche) ; montagne la plus haute d'Allemagne, située en Haute-Bavière (vue du sud-ouest / Col de Fern)

Les Alpes bavaroises, selon la conception traditionnelle, comprennent les parties des chaînes de montagnes listées ci-dessous, dans ce tableau récapitulatif classé à peu près d'ouest en est. Les plus hauts sommets et altitudes indiqués se rapportent à l'ensemble du groupe de massifs et peuvent ne pas appartenir au territoire de la Bavière. Par exemple, la plus haute montagne des Alpes d'Allgäu, le Grosser Krottenkopf, qui s'élève à 2 656 m, se trouve au Tyrol en Autriche.
La Parseierspitze est le point culminant de l'ensemble. Le plus haut sommet dans l'État bavarois et dans toute l'Allemagne est la Zugspitze qui se situe dans la partie ouest de la chaîne du Wetterstein et possède un important caractère alpin avec une altitude de 2 962 m avec ses deux petits glaciers.
| Massifs                 | Plus haut sommet        | Altitude (en mètres) |
| ----------------------- | ----------------------- | -------------------- |
| Massif du Bregenzerwald | Glatthorn               | 2133                 |
| Massif de Lechquellen   | Grosse Wildgrubenspitze | 2753                 |
| Alpes d'Allgäu          | Grosser Krottenkopf     | 2656                 |
| Alpes de Lechtal        | Parseierspitze          | 3036                 |
| Alpes d'Ammergau        | Daniel                  | 2342                 |
| Wetterstein             | Zugspitze               | 2962                 |
| Karwendel               | Birkkarspitze           | 2749                 |
| Préalpes bavaroises     | Krottenkopf             | 2086                 |
| Alpes de Brandenberg    | Hochiss                 | 2299                 |

## Paysage
Comme les Alpes dans leur ensemble, les Alpes bavaroises, faisant partie des Préalpes orientales septentrionales, ont été fortement influencées par les dernières glaciations du Pléistocène supérieur. Des cirques, des lacs et des vallées glaciaires typiques ont été formés par les glaciers. Des dépôts laissés par des rivières et des glaciers durant la dernière période glaciaire ont créé un paysage vallonné avec des lacs et des marécages dans la région de l'Avant-pays alpin bavarois (en).